# National Liberal Federation
National Liberal Federation, National Federation of Liberal Associations, eng., de  brittiska liberalernas 1877 bildade officiella partiorganisation. Den upplöstes 1936. Se Caucus.